# Kerstin i Lövrie
Kerstin i Lövrie, död 1672, var en svensk kvinna som avrättades för trolldom i norra Bohuslän under det stora oväsendet.  Hon var den första person som åtalades för trolldom i norra Bohuslän efter de stora häxprocesserna i södra Bohuslän och åtalet mot henne blev orsak till att ytterligare sex personer åtalades som medbrottslingar. Hon var den första av fem personer som åtalades i häxprocessen i Krokstad, och en av tre som avrättades. 

## Biografi

### Bakgrund
Efter de stora trolldomsprocesserna i södra Bohuslän spred sig trolldomsrykten också i norra Bohuslän; efter ett första förhör i Hogdals socken i juli 1670, påbörjade rannsakningarna på allvar den 6 september 1671 av Feman i närvaro av häradshövdingen G . Farther och fogden G. Persson i Kvistrum, som var tingsplats för Sotenäs, Stångenäs, Tunge och Sörbygdens härader, med åtalade från Lövrie, Hällesäter, Hajum, 
Bodilsröd, Hässlebräcka, Sandåker, Bråröd i Krokstad socken, Kitteröd, Jörloff, Tittås (torp under Rogsta) och Lindalen (torp under Håve i Skee socken). 

### Åtal
Kerstin i Lövrie, Halfvars hustru, blev den första som ställdes inför rätta. Hon hade arresterats sommaren av Gabriel Persson sedan hon hade anmälts av Lars Olofsson i Hällesäter för att ha förorsakat hans avlidna hustru Dordis dödliga sjukdom genom trolldom. När gården Lövrie tillföll Lars Olofsson och Kerstin tvingats gå från gården, hade hon uttalat att "en skulle mista lifvet derföre och de andra passlig trifvas"; och därefter hade Dordi insjuknat samma dag och avlidit fem dagar senare. 
Vid ett tillfälle, när en person sade » Gud välsigne Edert arbetel!» för Lars och hennes make Halfvar då de arbetade på en gärsgård, svarade hon »Signe dem fanen!» och att »hon gifver lag och rätt fanen i helvete». 
Kerstin ryktades år 1649 ha förgjort kyrkoherden Herr Anders Vingård i Krokstad efter en fejd om torpet Löfrie, då han avled strax efter sitt försök att överta Lövrie.
Hon uppgavs umgås med familjen med folket i Bodilsröd, som också hade dåligt rykte. 
Fogden Gabr . Persson uppgav att Kerstins make Halfvar befann sig hos honom vid den tidpunkt han beslutat att gripa henne. Halfvar återvände då före honom och när fogden anlände till Bodilsröd, stod paret redo att gömma sig i skogen, trots att fogden inte avslöjat varför han reste till Bodilsröd för Halfvar. Kerstin uppgav att det var hennes son, som var dräng på Hällesäter, hade förvarnat henne. 

### Bekännelse
Kerstin i Lövrie nekade till anklagelserna. Beslut fattades om att hon skulle underkasta sig vattenprovet, och hon begärde att provet skulle utföras av hennes make istället för bödeln. Hon misslyckades med provet: "Detta blef ock strax efterkommet och flöt Kerstin som en fågel på 
vattnet». 
Efter förhör erkände att hon och Ingeborg i Bodilsröd hade förgjort Dordi: 
»Och tog Ingeborg tre slags fjäder och tre slags hår och en liten gul pinne och satte neder i marken strax utanför gården, säjandes: Låt nu komma, hvilken som vill, han skall icke hafva stor lycka!»
Den 8 september uppmanades hon att erkänna att hon varit på häxsabbat och utpeka sina medbrottslingar. 
Hon bekände att hon följt med Ingeborg i Bodilsröd på häxsabbat på Sandåkersmon i Krokstad, dit hon färdades till fots medan Ingeborg red på en djävul i form av en grå hund. På häxsabbaten hade hon sett Märta i Hässlebräcka och Märta i Bråröd, och Satan i form av en svart hund; Ingeborg hade också nämnt Ingrid i Sandåker som en häxa som normalt deltog och då blåste i hornet. 
Ingeborg i Bodilsröd hade hjälpt henne förgöra Anders Vingård på samma sätt. Hon beskrev sedan hur Ingeborg i Bodilsröd lärt henne trolldom i närvaro av en svart hund och gett henne öl att dricka för hunden, som underförstått var Satan, vilket rätten tolkade som förbundet med Satan. 

### Angivelser
Ingeborg i Bodilsröd förhördes och sade att Kerstin var vänd ifrån den rätta tron och att hon inte visste något om saken. När Olof Smed från Bergeröd i Sanne förklarade sig ha skymtat dem på Sandåkersmon, tog Kerstin tillbaka sin bekännelse och angivelse av Ingeborg, men ändrade sig igen när hon hotades med tortyr. Hon konfronterades med Ingeborg, Märta i Hässlebräcka, Märta i Bråröd och Ingrid i Sandåker, och vidhöll sina uppgifter. Märta i Hässlebräcka och Märta i Bråröd förklarade båda att de skulle flyta om de undergick vattenprovet, medan Ingeborg i Bodilsröd vägrade. De blev alla tre underkastade provet i Kvistrumsälven, "och flöto alla tre som gäss».
Saken återupptogs 18 september. Märta i Hässlebräcka, Ingrid i Sandåker och Ingeborg i Bodilsröd nekade alla till Kerstins uppgifter, och de underkastades då tortyr. Ingrid erkände då anklagelsen, liksom även Märta i Bråröd. Men eftersom de inte ville erkänna vem som ursprungligen lärt dem trolldom: "icke ville rätt ut med sanningen och bekänna, af hvilken och när de hafva lärt, befalltes de bödelen än en gång till något skarpare tortyr». 
Efter tortyren namngav Ingrid Gunnars Karin i Sandåker som den som lärt henne trolldom. Efter en tredje omgång tortyr bekände hon att hon hade slutit förbund med Satan genom att underteckna sitt namn med sitt blod och döpts i Satans namn och tillsammans med Märta i Hässlebräcka och Märta i Bråre stulit mjölk från hela Högsäters socken på Dal. Även Märta i Bråröd bekände efter tortyr »att satan kom 
till henne i Bråröd som en liten blå karl och gaf henne 10 daler, för det hon skulle gifva sig honom i våld», och blev inskriven i en svart bok med röda blad och lärt sig hur hon skulle stjäla sina grannars mjölk. 
Kerstin i Lövrie angav även Karin i Elnebacka, men återtog sedan återigen sin bekännelse. 

### Dom och avrättning
Den 19 september dömdes Kerstin i Lövrie, Märta i Bråröd och Ingrid i Sandåker att halshuggas och brännas. Ingeborg i Bodilsröd och Märta i Hässlebraäeka vägrade trots tortyr att erkänna: de skulle avrättas om de erkände på avrättningsplatsen och frikännas om de höll fast vid sitt nekande inför döden. Karin i Elnebacka och Gunnars Karin i Sandåker blev samtidigt gripna.
Avrättningen uppges ha ägt rum 22 januari 1672 i Krokstad vid Galgeberget vid Restad. Kerstin i Lövrie höll fast vid sin bekännelse. Då hon gjorde det inför Ingeborg, "och då hon henne i ögonen sade det sant vara, som hon om Ingeborg tillförende berättat, gav Ingeborg henne en slem mun och onde ord, sägande, att Kerstin ville ljuga lifvet af henne». Ingrid i Sandåker och Märta i Bråröd tog båda tillbaka sina bekännelser: "förnekade allt , det de för rätten hade bekänt och sade sig vara oskyldiga, framhärdade allt med sådant tal in till döden och aktade intet prästernas ord och förmaning", medan "Kerstin ställde sig alldels gudelig till sin död, anammade på sin gjorda bekännelse Herrans högvör¬ 
dige sacramente och tog ett godt afsked". 
Ingeborg i Bodilsröd och Märta i Hässlebräcka fortsatte att neka och blev därför inte avrättade: de satt i fängelse till november 1672, då hovrätten frigav dem och begränsade deras straff med uppenbar skrift och förmaning av prästerskapet.